# Craig Stark
Craig Darren Stark – amerykański aktor filmowy i telewizyjny.

## Wybrana filmografia
- 1989: Intruz – Tim
- 1989: Paradise, znaczy raj – Neil
- 2012: Django –
  - Przechodzień,
  - Tommy Gilles
- 2012–2013: Nashville – Kent
- 2013: W obronie własnej – kucharz
- 2013: Jeździec bez głowy – Chase Weaver
- 2015: Nienawistna ósemka – Chester Charles Smithers
- 2019: Pewnego razu... w Hollywood – pirat lądowy Craig